# Svend al III-lea al Danemarcei
Svend al III-lea (n. 1125 – d. 23 octombrie 1157, Grathe⁠(d), Regiunea Midtjylland, Danemarca) a fost regele Danemarcei între 1146 și 1157, în alianță cu Knut al V-lea al Danemarcei și verișorul său Valdemar I al Danemarcei. În 1157, cei trei au convenit să împartă Danemarca în trei. Svend a încercat să-și ucidă rivalii la un banchet dar ulterior a fost învins de către Valdemar în bătălia de la Grathe Heath și ucis.
Svend a fost fiul nelegitim al lui Eric al II-lea al Danemarcei și a concubinei sale, Thunna. Svend a călătorit cu Eric al II-lea în Norvegia, la mijlocul anului 1130, când tatăl său s-a luptat cu regele Niels și a câștigat tronul danez. Când Eric al II-lea a murit în 1137, a fost succedat la tron de Eric al III-lea al Danemarcei, iar Svend a fost trimis la curtea lui Conrad al III-lea al Germaniei. Aici s-a împrietenit cu nepotul lui Conrad, Frederick.
El a călătorit în Danemarca, unde vărul său Valdemar căuta să-l canonizeze pe unchiul lui Svend și tatălui lui Valdemar, Knut Lavard în 1146, în semnul de protest al Arhiepiscopului Eskil de Lund, în Scania. La abdicarea lui Eric al III-lea în 1146, Svend a fost ales rege de către magnații din Zeelanda, în timp ce Knut al V-lea a fost încoronat de către omologii săi în Iutlanda.
Pentru următorii ani, Svend a luptat în războiul civil împotriva lui Knut pentru domnia Danemarcei, susținut de Valdemar. Svend l-a învins pe Knut în Zeelanda și l-a limitat la regiunea Iutlanda. În 1147, Svend și Knut s-au unit pentru a sprijini Cruciada Wendish. În timp ce Svend s-a angajat în lupta navală, el a primit puțin sprijin din partea lui Knut, pierdzându-și vasul amiral. Războiul civil a fost aprins din nou.
După mai multe lupte, Svend a cucerit Funen și părți din Iutlanda și a stabilit ca Valdemar să fie Duce de Schleswig. Svend a reușit să-l alunge pe Knut în 1150  iar Knut a reintrat în țară alături de trupele germane în 1151. În 1152, Frederick I a fost încoronat regele Germaniei și a intermediat o afacere în Merseburg mai târziu în acel an. Acordul său l-a făcut pe Svend rege primar iar Knut să fie eligibil să primească o parte substanțială din Danemarca și Valdemar să păstreze ducatul de Schleswig. Cu toate acestea, Svend i-a acordat lui Knut teritorii mici, rupând acordul, iar poziția lui Svend in Danemarca a fost subminată în continuare de către presupusele sale maniere de tiran și de comportamentul său pro-german.
În 1154, Svend a fost rasturnat de către o alianță făcută între Knut și Valdemar, Valdemar fiind încoronat co-guvernator de Knut. Eskil și majoritatea susținătorilor lui Svend l-au părăsit și au plecat în exil în Germania. Svend a petrecut trei ani în căutarea unui sprijin pentru a recuceri tronul și s-a întors în Danemarca în 1157, cu sprijitul ducelui german, Henric Leul. Acest lucru i-a determinat pe magnații danezi să împartă în trei regatul, în Iutlanda, Zeelanda și Scania. Svend a primit Iutlanda și a fost făcut conducătorul Scaniei. La banchetul de pace de la Roskilde din 9 august 1157, Svend a planificat asasinarea celor doi co-guvernatori, însă a reușit să-l ucidă doar pe Knut. 
Valdemar a scăpat prin Iutlanda și la 23 octombrie 1157, Svend și armata sa s-au confruntat în bătălia de la Grathe Heath. Armata lui Svend a fost învinsă iar acesta a fost ucis de către țărani, prinzându-l atunci când calul său a fost prins în mlaștină și el voia să fugă.
În 1152, Svend s-a căsătorit cu Adela de Meissen, fiica lui Conrad, Margfra de Meissen. Cei doi au avut împreună doi copii:
- un fiu, probabil numit Eric; a murit tânăr
- Luitgard, care s-a căsătorit cu Berthold I de Istria